# کانتو ادیشن (تگزاس)
کانتو ادیشن (به انگلیسی: Cantu Addition) یک منطقهٔ مسکونی در ایالات متحده آمریکا است که در شهرستان بروکس، تگزاس واقع شده‌است. کانتو ادیشن ۰٫۸ کیلومتر مربع مساحت و ۱۸۸ نفر جمعیت دارد و ۳۴ متر بالاتر از سطح دریا واقع شده‌است.